# Harský záliv
Harský záliv (estonsky Hara laht) je záliv na estonském pobřeží Finského zálivu mezi Jumindským a Pärispejským poloostrovem. Do zálivu se vlévá řeka Valgejõgi, kolem jejího ústí se rozkládá přístavní město Loksa.